# 2.ª etapa del Giro de Italia 2023
La 2.ª etapa del Giro de Italia 2023 tuvo lugar el 7 de mayo de 2023 con inicio en la ciudad de Teramo y final en el municipio de San Salvo sobre un recorrido de 202 km. Esta fue ganada por el italiano Jonathan Milan del equipo Bahrain Victorious, mientras que el belga Remco Evenepoel consiguió mantener el liderato.

## Clasificación de la etapa
| Teramo - San Salvo | etapa llana | (202 km) |

| \| Clasificación de la etapa \| Clasificación de la etapa \| Clasificación de la etapa \| Clasificación de la etapa \| Clasificación de la etapa \| \| Ciclista \| Ciclista \| Equipo \| Tiempo \| \| \| ------------------------- \| ------------------------- \| ------------------------- \| ------------------------- \| ------------------------- \| \| 1.º \| Jonathan Milan \| Bahrain Victorious \| 4 h 55 min 11 s \| \| \| 2.º \| David Dekker \| Arkéa-Samsic \| + 0 s \| \| \| 3.º \| Kaden Groves \| Alpecin-Deceuninck \| + 0 s \| \| \| 4.º \| Arne Marit \| Intermarché-Circus-Wanty \| + 0 s \| \| \| 5.º \| Marius Mayrhofer \| Team DSM \| + 0 s \| \| \| 6.º \| Pascal Ackermann \| UAE Team Emirates \| + 0 s \| \| \| 7.º \| Fernando Gaviria \| Movistar Team \| + 0 s \| \| \| 8.º \| Niccolò Bonifazio \| Intermarché-Circus-Wanty \| + 0 s \| \| \| 9.º \| Jake Stewart \| Groupama-FDJ \| + 0 s \| \| \| 10.º \| Michael Matthews \| Team Jayco AlUla \| + 0 s \| \| |                   |                          |                 |
| |                   |                          |                 |
| Fuente: ProCyclingStats |                   |                          |                 |
| Clasificación de la etapa |                   |                          |                 |
| Ciclista | Ciclista          | Equipo                   | Tiempo          |
| 1.º | Jonathan Milan    | Bahrain Victorious       | 4 h 55 min 11 s |
| 2.º | David Dekker      | Arkéa-Samsic             | + 0 s           |
| 3.º | Kaden Groves      | Alpecin-Deceuninck       | + 0 s           |
| 4.º | Arne Marit        | Intermarché-Circus-Wanty | + 0 s           |
| 5.º | Marius Mayrhofer  | Team DSM                 | + 0 s           |
| 6.º | Pascal Ackermann  | UAE Team Emirates        | + 0 s           |
| 7.º | Fernando Gaviria  | Movistar Team            | + 0 s           |
| 8.º | Niccolò Bonifazio | Intermarché-Circus-Wanty | + 0 s           |
| 9.º | Jake Stewart      | Groupama-FDJ             | + 0 s           |
| 10.º | Michael Matthews  | Team Jayco AlUla         | + 0 s           |

## Clasificaciones al final de la etapa

### Clasificación general(Maglia Rosa)
| \| Clasificación general \| Clasificación general \| Clasificación general \| Clasificación general \| Clasificación general \| \| Ciclista \| Ciclista \| Equipo \| Tiempo \| \| \| --------------------- \| --------------------- \| --------------------- \| --------------------- \| --------------------- \| \| 1.º \| Remco Evenepoel \| Soudal Quick-Step \| 5 h 16 min 29 s \| \| \| 2.º \| Filippo Ganna \| Ineos Grenadiers \| + 22 s \| \| \| 3.º \| João Almeida \| UAE Team Emirates \| + 29 s \| \| \| 4.º \| Stefan Küng \| Groupama-FDJ \| + 43 s \| \| \| 5.º \| Primož Roglič \| Jumbo-Visma \| + 43 s \| \| \| 6.º \| Geraint Thomas \| Ineos Grenadiers \| + 55 s \| \| \| 7.º \| Aleksandr Vlásov \| Bora-Hansgrohe \| + 55 s \| \| \| 8.º \| Tao Geoghegan Hart \| Ineos Grenadiers \| + 59 s \| \| \| 9.º \| Brandon McNulty \| UAE Team Emirates \| + 1 min 00 s \| \| \| 10.º \| Jay Vine \| UAE Team Emirates \| + 1 min 05 s \| \| |                    |                   |                 |
| |                    |                   |                 |
| Fuente: ProCyclingStats |                    |                   |                 |
| Clasificación general |                    |                   |                 |
| Ciclista | Ciclista           | Equipo            | Tiempo          |
| 1.º | Remco Evenepoel    | Soudal Quick-Step | 5 h 16 min 29 s |
| 2.º | Filippo Ganna      | Ineos Grenadiers  | + 22 s          |
| 3.º | João Almeida       | UAE Team Emirates | + 29 s          |
| 4.º | Stefan Küng        | Groupama-FDJ      | + 43 s          |
| 5.º | Primož Roglič      | Jumbo-Visma       | + 43 s          |
| 6.º | Geraint Thomas     | Ineos Grenadiers  | + 55 s          |
| 7.º | Aleksandr Vlásov   | Bora-Hansgrohe    | + 55 s          |
| 8.º | Tao Geoghegan Hart | Ineos Grenadiers  | + 59 s          |
| 9.º | Brandon McNulty    | UAE Team Emirates | + 1 min 00 s    |
| 10.º | Jay Vine           | UAE Team Emirates | + 1 min 05 s    |

### Clasificación por puntos(Maglia Ciclamino)
| Clasificación por puntos | Clasificación por puntos | Clasificación por puntos   | Clasificación por puntos | Clasificación por puntos |
| Ciclista                 | Ciclista                 | Equipo                     | Puntos                   |                          |
| ------------------------ | ------------------------ | -------------------------- | ------------------------ | ------------------------ |
| 1.º                      | Jonathan Milan           | Bahrain Victorious         | 50 pts                   |                          |
| 2.º                      | David Dekker             | Arkéa-Samsic               | 35 pts                   |                          |
| 3.º                      | Kaden Groves             | Alpecin-Deceuninck         | 25 pts                   |                          |
| 4.º                      | Arne Marit               | Intermarché-Circus-Wanty   | 18 pts                   |                          |
| 5.º                      | Remco Evenepoel          | Soudal Quick-Step          | 15 pts                   |                          |
| 6.º                      | Fernando Gaviria         | Movistar Team              | 14 pts                   |                          |
| 7.º                      | Marius Mayrhofer         | Team DSM                   | 14 pts                   |                          |
| 8.º                      | Pascal Ackermann         | UAE Team Emirates          | 12 pts                   |                          |
| 9.º                      | Filippo Ganna            | Ineos Grenadiers           | 12 pts                   |                          |
| 10.º                     | Stefano Gandin           | Team Corratec-Selle Italia | 12 pts                   |                          |

### Clasificación de la montaña(Maglia Azzurra)
| Clasificación de la montaña | Clasificación de la montaña | Clasificación de la montaña | Clasificación de la montaña | Clasificación de la montaña |
| Ciclista                    | Ciclista                    | Equipo                      | Puntos                      |                             |
| --------------------------- | --------------------------- | --------------------------- | --------------------------- | --------------------------- |
| 1.º                         | Paul Lapeira                | AG2R Citroën Team           | 6 pts                       |                             |
| 2.º                         | Thomas Champion             | Cofidis                     | 4 pts                       |                             |
| 3.º                         | Tao Geoghegan Hart          | Ineos Grenadiers            | 3 pts                       |                             |
| 4.º                         | João Almeida                | UAE Team Emirates           | 2 pts                       |                             |
| 5.º                         | Mattia Bais                 | Eolo-Kometa                 | 2 pts                       |                             |
| 6.º                         | Marius Mayrhofer            | Team DSM                    | 1 pt                        |                             |

### Clasificación de los jóvenes(Maglia Bianca)
| Clasificación del mejor joven | Clasificación del mejor joven | Clasificación del mejor joven | Clasificación del mejor joven | Clasificación del mejor joven |
| Ciclista                      | Ciclista                      | Equipo                        | Tiempo                        |                               |
| ----------------------------- | ----------------------------- | ----------------------------- | ----------------------------- | ----------------------------- |
| 1.º                           | Remco Evenepoel               | Soudal Quick-Step             | 5 h 16 min 29 s               |                               |
| 2.º                           | João Almeida                  | UAE Team Emirates             | + 29 s                        |                               |
| 3.º                           | Brandon McNulty               | UAE Team Emirates             | + 1 min 00 s                  |                               |
| 4.º                           | Jonathan Milan                | Bahrain Victorious            | + 1 min 17 s                  |                               |
| 5.º                           | Ilan Van Wilder               | Soudal Quick-Step             | + 1 min 31 s                  |                               |
| 6.º                           | Andreas Leknessund            | Team DSM                      | + 1 min 37 s                  |                               |
| 7.º                           | Stefano Oldani                | Alpecin-Deceuninck            | + 1 min 56 s                  |                               |
| 8.º                           | Michel Heßmann                | Jumbo-Visma                   | + 1 min 56 s                  |                               |
| 9.º                           | Thymen Arensman               | Ineos Grenadiers              | + 2 min 02 s                  |                               |
| 10.º                          | Ben Healy                     | EF Education-EasyPost         | + 2 min 04 s                  |                               |

### Clasificación por equipos"Súper team"
| Clasificación por equipos | Clasificación por equipos | Clasificación por equipos | Clasificación por equipos |
| Equipo                    | Equipo                    | Tiempo                    |                           |
| ------------------------- | ------------------------- | ------------------------- | ------------------------- |
| 1.º                       | UAE Team Emirates         | 15 h 51 min 30 s          |                           |
| 2.º                       | Ineos Grenadiers          | + 13 s                    |                           |
| 3.º                       | Soudal Quick-Step         | + 32 s                    |                           |
| 4.º                       | Groupama-FDJ              | + 1 min 32 s              |                           |
| 5.º                       | Bora-Hansgrohe            | + 1 min 38 s              |                           |
| 6.º                       | Team Jayco AlUla          | + 1 min 40 s              |                           |
| 7.º                       | Jumbo-Visma               | + 2 min 02 s              |                           |
| 8.º                       | Bahrain Victorious        | + 2 min 28 s              |                           |
| 9.º                       | Trek-Segafredo            | + 2 min 40 s              |                           |
| 10.º                      | EF Education-EasyPost     | + 2 min 56 s              |                           |

## Abandonos
Ninguno.